# 지구촌 새마을 운동
새마을 운동은 1970년에 시작된 한국의 새마을 운동 경험을 개발도상국과 공유하여 빈곤 퇴치와 경제 발전에 도움을 주고자 추진되는 국제 개발 협력 사업이다.
이전의 대한민국의 새마을운동은 농촌개발과 농촌부흥을 위한 국가정책으로 시작되어 의식전환, 소득증대, 농촌빈곤퇴치 등 경제발전과 근대화의 원동력이 되었고 이런 경험을 원조에 활용하여 개도국 자립역량을 배양하는데 그 목적이 있다. 특히, 최근 기존 선진국들의 국제원조 상의 문제로 지적되어온 원조의 덫에 빠지는 수원국의 문제와 원조피로가 누적되는 공여국의 문제를 탈피하는 동시에, UN의 새천년 개발목표에 달성에 기여하고자 추진되고 있다.

## 추진경과
2010년 10월 ODA 선진화 방안에 따라 새마을운동에 대해서 시범적으로 개발협력모델을 개발키로 하였고, 기관별로 다양한 사업을 개별사업의 목적에 맞게 추진 중이다. 새마을운동 ODA TF출범 이후 해당기관의 업무 특성을 살려 추진 중이며, 각 기관은 사업간 연계를 통해 시너지 창출 및 새마을운동 ODA의 효과성을 제고하기 위해 노력중이다.

## 사업 추진계획

### 사업의 기본방향
인적 물적 협력을 넘어 동기를 부여하고 자립의지를 갖도록 접근하며, 관계기관 및 사업들의 장점을 효과적으로 결합하여 ODA 기본 모델을 설계한다. 더불어 시범적으로 지역을 지정하여 성공사례를 구축한 후 다른 지역에 확대적용을 검토하며, 수원국 실정에 맞게 철저한 준비를 한 이후 사업을 추진하게 된다. 향후에는 UN MDGs의 빈곤퇴치, 파리선언의 원조효과성 제고, 성평등, 환경 등 범분야에서 국제사회가 지향하는 기준에 부합하는 방향으로 사업을 추진하게 된다.

### 사업 목적
- 사업내용: 지도자 양성, 농촌생활 환경개선, 농촌경제발전
- 사업범위: 인적관계가 형성되어 있는 마을단위로 추진
- 사업방식: 마을별 자발적 협의체를 중심으로 지역주민의 자생능력을 제고하는 방식으로 사업 추진
- 사업확대: 자생능력 제고 후 지역전체 발전을 위한 통합형 개발협력사업을 추진

### 단계별 사업 추진 방안
1. 지도자 양성을 위한 새마을운동 교육 및 체험 실시: 지구촌 새마을운동 사업의 중초적 역할을 다망할 개도국의 마을 지도자 및 주민대표(여성포함), 중앙지방공무원, 사회조층 인사등을 한국 국내로 초청하여 새마을운동 연수 실시
2. 자립역량 배양을 위한 협의체 구성 및 ODA 사업 추진: 국내 초청교육 수료자를 중심으로 마을별 자발적 협의체를 구성토록 지원하고 마을별 소규모 자금을 지원하여 협의체를 중심으로 스스로 사업발굴부터 완료시까지 결정, 관리
3. 지역발전에 기여하기 위한 통합형 개발협력 추진: 1단계와 2단계 사업의 성공적 시행 이후 이를 인근 마을로 확산하고 지역단위로 새마을운동을 파급시키기 위하여 우리의 ODA 자원과 역량을 결집하여 비교적 규모가 있는 통합형 개발협력 사업을 추진